# Ɀ
الحرف ɀ هو حرف مشتق من الحرف Z اللاتيني يستخدم في النسخ الصوتي لبعض اللغات في أفريقيا للتعبير عن صوت شفهي غاري احتكاكي مجهور ([zʷ]).
استحدث الحرف في قواعد الكتابة للغة الشونا عام 1931 للتعبير عن صوت حرف ز أو Z يرافقه صفير لكنه أهمل عام 1955 بسبب عدم توفره في الآلة الكاتبة أو في الخط الطباعي.
يستخدم حالياً الدغراف zv لتعويضه.

## اليونيكود
- Ɀ (حرف كبير): U+2C7F
- ɀ (حرف صغير): U+0240